# (5038) Overbeek
(5038) Overbeek (1948 KF) – planetoida z grupy przecinających orbitę Marsa okrążająca Słońce w ciągu 3,52 lat w średniej odległości 2,31 j.a. Odkryta 31 maja 1948 roku.